# 石丁香
石丁香（学名：Neohymenopogon parasiticus）为茜草科石丁香属下的一个种。其种加词“Parasiticus”意为“附生的”、“寄生的”。